# Recai Kutan

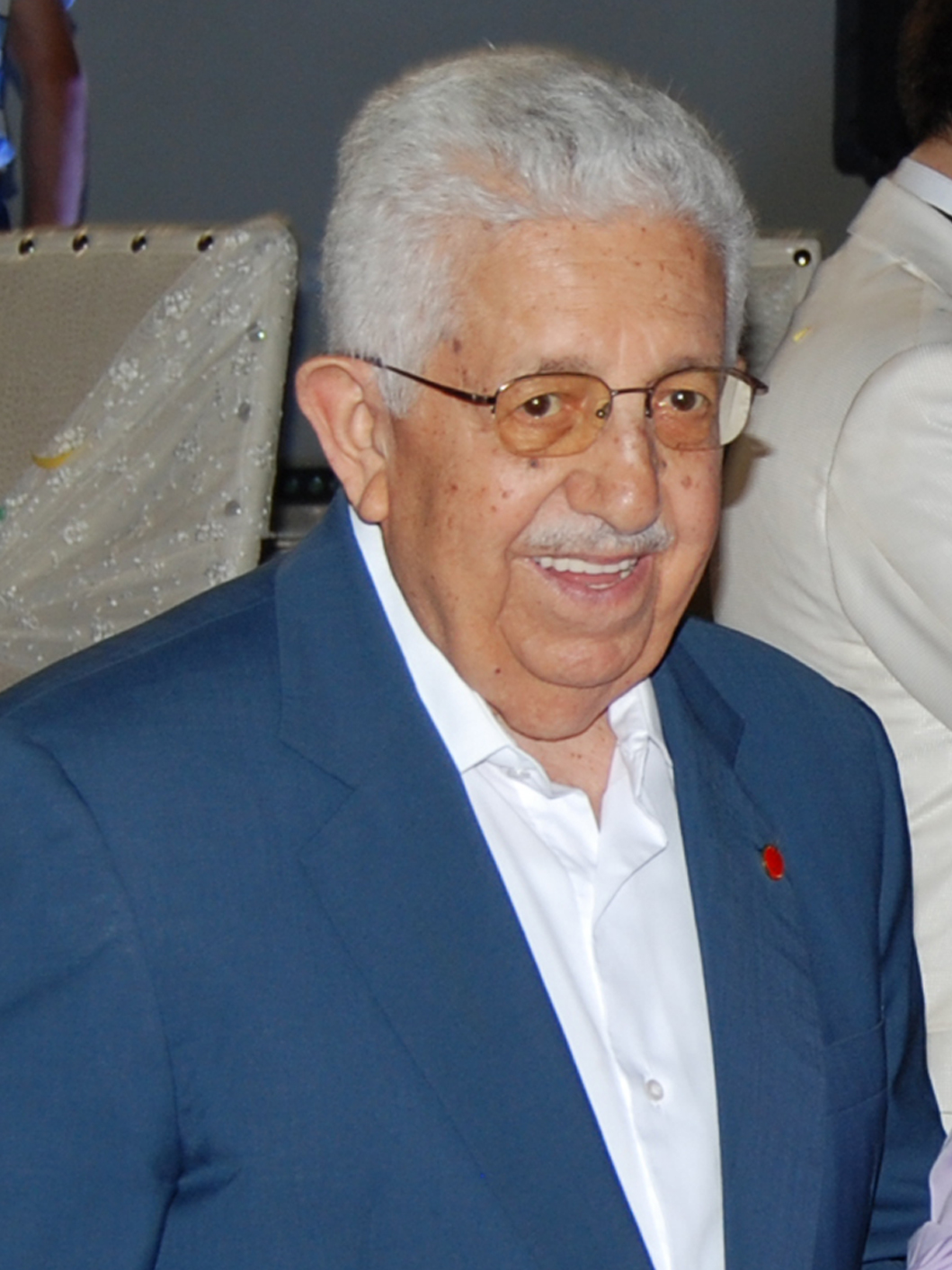
Recai Kutan (2009)

Mehmet Recai Kutan (* 5. April 1930 in Malatya; † 7. Oktober 2024 in Ankara) war ein türkischer Politiker. Er war Vorsitzender der Saadet Partisi (Partei der Glückseligkeit) sowie hoher Funktionsträger von drei verbotenen Vorgängerparteien der Bewegung Millî Görüş.

## Leben
Recai Kutan wurde 1930 in Malatya (Türkei) geboren. Im Jahre 1952 beendete er sein Studium als Bauingenieur an der Technischen Universität Istanbul. Zwischen 1952 und 1969 arbeitete Kutan in verschiedenen Funktionen im staatlichen Wasserbauamt (Devlet Su İşleri). Dort leitete er auch die Planungs- und Forschungsarbeiten für das Südostanatolien-Projekt. Von 1969 bis 1977 leitete er die damals neu gegründete Firma TÜMAŞ.
Ab 1973 betätigte sich Kutan politisch in der islamistischen Nationalen Heilspartei (Millî Selamet Partisi, MSP) als stellvertretender Vorsitzender. Er war Abgeordneter des türkischen Parlaments und von Mitte 1977 bis Anfang 1978 Bauminister. Nach dem Verbot der MSP infolge des Militärputsches von 1980 schloss er sich 1983 der Wohlfahrtspartei (Refah Partisi, RP), der  Nachfolgepartei der MSP an. Bei den Parlamentswahlen von 1996 errang er erneut ein Abgeordnetenmandat und übernahm von Mitte 1996 bis Mitte 1997 das Amt des Ministers für Energie und Bodenschätze. Im Jahre 1998 wurde die Wohlfahrtspartei im Zuge der Abläufe nach dem 28. Februar 1997 (Rücktritt von Ministerpräsident Erbakan (RP) auf Druck des Nationalen Sicherheitsrat) durch das Verfassungsgericht verboten. Kutan übernahm 1998 den Vorsitz ihrer Nachfolgepartei, der Tugendpartei (Fazilet Partisi) bis zu deren Verbot im Jahre 2001. Recai Kutan übernahm noch im selben auch dieses Mal wieder den Vorsitz der Nachfolgepartei Partei der Glückseligkeit (Saadet Partisi). 2003 wurde er von Necmettin Erbakan abgelöst, von dem er das Amt im Jahre 2006 wieder übernahm. Im Oktober 2008 wurde er von Numan Kurtulmuş abgelöst.
Kutan gehörte 1993 zu den Gründern von Kanal 7 (Yeni Dünya Iletisim A.S.), einem türkischen Fernsehsender, der zunächst der Wohlfahrtspartei, dann der Tugendpartei zur Verbreitung ihres Gedankengutes diente.
2004 wurde er Vorsitzender des „Zentrum für Wirtschafts- und Sozialforschung“ (Ekonomik ve Sosyal Araştırmaları Merkezi, ESAM), das ebenfalls der Milli Görüs Bewegung angehört.
Recai Kutan war verheiratet und Vater von drei Kindern.

## Positionen
- Recai Kutan erklärte 2006: „Weder die Widerstandskämpfer der Hamas und Hisbollah sind Terroristen, sie sind Helden.“[9][10] Die USA und Israel bezeichnete er dagegen als Terrororganisationen.[11]
- Kutan erklärt 2007 zum Problem der PKK: „Die eigentlichen Eiterbeulen und Unterstützer der Terrororganisation sind die EU, Amerika und Israel.“[12]
- Zur Politik Israels erklärte Kutan 2006: „Jetzt zeigt sich, dass die Israelis sich das Land vom Nil bis zum Euphrat nehmen wollen. Und Schritt für Schritt verwirklichen sie diese Vision.“[13]